# Erysimum bicolor
Erysimum bicolor là một loài thực vật có hoa trong họ Cải. Loài này được (Hornem.) DC. mô tả khoa học đầu tiên năm 1821.